# Крестьяновка
Крестья́новка (до 1945 года Лариндо́рф; укр. Крестянівка, крымскотат. Sırt Caylav, Сырт Джайлав) — село в Первомайском районе Республики Крым, центр Крестьяновского сельского поселения (согласно административно-территориальному делению Украины — Крестьяновского сельского совета Автономной Республики Крым).

## Население
| 2001 | 2014  |
| ---- | ----- |
| 1623 | ↘1450 |

Всеукраинская перепись 2001 года показала следующее распределение по носителям языка
| Язык             | Процент |
| ---------------- | ------- |
| русский          | 39.19   |
| украинский       | 30.75   |
| крымскотатарский | 26.74   |
| другие           | 0.61    |

### Динамика численности
| - 1926 год — 24 чел. - 1939 год — 729 чел. - 1974 год — 1381 чел. - 1989 год — 606 чел. | - 2001 год — 1623 чел. - 2009 год — 1420 чел. - 2014 год — 1415 чел. |

## Современное состояние
На 2016 год в Крестьяновке числится 8 улиц; на 2009 год, по данным сельсовета, село занимало площадь 110 гектаров, на которой в 350 дворах проживало более 1,4 тысячи человек. В селе действуют средняя общеобразовательная школа, детский сад «Колокольчик», Дом культуры, сельская библиотека-филиал № 11, отделение почты, амбулатория общей практики — семейной медицины, аптека N 119, православный Храм праведного Иосифа Обручника. Ранее действовали бытовой комбинат, спортивный зал, баня, автогараж, консервный завод, винный цех, мельница, машинный двор, холодильник. Крестьяновка связана автобусным сообщением с райцентром, городами Крыма и соседними населёнными пунктами.

## География
Крестьяновка — село на северо-востоке района, в центральной части степного Крыма, высота центра села над уровнем моря — 25 м. Ближайшие сёла — Новая Деревня в 3,5 км на север, Пшеничное и Упорное в 4,5 км на юго-запад и Макаровка в 4,5 км на северо-запад. Расстояние до райцентра — около 9 километров (по шоссе), ближайшая железнодорожная станция — Воинка (на линии Джанкой — Армянск) — примерно 20 километров. Транспортное сообщение осуществляется по региональной автодороге 35Н-392  Новая Деревня — Крестьяновка (по украинской классификации — С-0-11007).

## История
Нынешняя Крестьяновка была основана еврейскими поселенцами первой волны около 1923 года под первоначальным называнием Участок 62 и, согласно Списку населённых пунктов Крымской АССР по Всесоюзной переписи 17 декабря 1926 года, в селе Джурчинского сельсовета Джанкойского района, числилось 7 дворов, из них 6 крестьянских, население составляло 24 человека, все евреи. В 1929 году был организован колхоз имени Смидовича (после войны преобразованный в «Знамя Коммунизма» и ликвидированный в мае 2000 года). Постановлением ВЦИК РСФСР от 30 октября 1930 года был создан Фрайдорфский еврейский национальный район (переименованный указом Президиума Верховного Совета РСФСР № 621/6 от 14 декабря 1944 года в Новосёловский) (по другим данным 15 сентября 1931 года) и село включили в его состав, а после разукрупнения в 1935-м и образования также еврейского национального Лариндорфского (с 1944 — Первомайский), село переподчинили новому району.

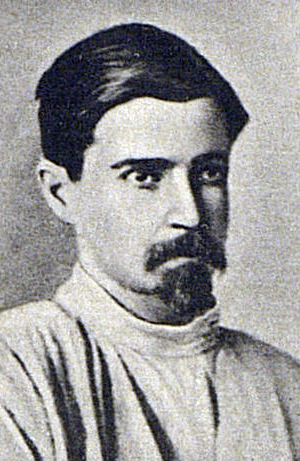
Юрий Ларин (Лурье) (1882—1932)

Видимо, в те же годы переименовано в Лариндорф. В переводе с идиша — село Ларина. Ю. Ларин (Ихил-Михл Залманович Лурье), председатель общественного комитета по земельному устройству еврейских трудящихся ОЗЕТ. Село стало центром сельсовета. По данным всесоюзной переписи населения 1939 года в селе проживало 729 человек. Вскоре после начала отечественной войны часть еврейского населения Крыма была эвакуирована, из оставшихся под оккупацией большинство расстреляны. Во время освобождения Крыма в апреле 1944 года в окрестностях села погибли 11 советских воинов. В 1957 году на братской могиле был установлен памятник в виде металлической четырёхгранной усечённой пирамиды. В 1979 году памятник заменён на современный в виде трёх пилонов, установленных под углом 120° один к другому на основании в виде пятиконечной звезды. Постановлением Совета министров Республики Крым № 627 от 20 декабря 2016 года памятник отнесён к категории объектов культурно-исторического наследия России регионального значения.
Указом Президиума Верховного Совета РСФСР от 21 августа 1945 года Лариндорф был переименован в Крестьяновку и Лариндорфский сельсовет — в Крестьяновский. С 25 июня 1946 года Крестьяновка в составе Крымской области РСФСР, а 26 апреля 1954 года Крымская область была передана из состава РСФСР в состав УССР. Время упразднения сельсовета и включения в Островский пока не выяснено: на 15 июня 1960 года село уже числилось в его составе (как и на 1968 год). Указом Президиума Верховного Совета УССР «Об укрупнении сельских районов Крымской области», от 30 декабря 1962 года был упразднён Первомайский район и село присоединили к Красноперекопскому. 8 декабря 1966 года был восстановлен Первомайский район и село вернули в его состав. К 1 января 1977 года был восстановлен Крестьяновский сельсовет. По данным переписи 1989 года в селе проживало 606 человек. С 12 февраля 1991 года село в восстановленной Крымской АССР, 26 февраля 1992 года переименованной в Автономную Республику Крым. С 21 марта 2014 года в составе Крыма аннексирована Россией.